# Liwa Fatemiyoun
Liwa Fatemiyoun (en árabe: لِوَاء الْفَاطِمِيُّون‎, romanizado: Liwā’ al-Fāṭimīyūn,en persa/dari : لواء فاطمیون o لشکر فاطمیون), literalmente "Bandera fatimí ", también conocida como División Fatemiyoun o Brigada Fatemiyoun, es una organización chiita afgana formada en 2014 para luchar en Siria del lado del gobierno sirio. El objetivo perseguido oficialmente por grupo es la defensa del santuario de Zaynab bint Ali y su lucha contra los "terroristas takfiri" en Siria, incluyendo al Estado Islámico (EI). Está financiado, entrenado y equipado por los Cuerpos de la Guardia Revolucionaria Islámica (IRGC) y lucha bajo el mando de oficiales iraníes. Tanto la Brigada Fatemiyoun como el gobierno iraní minimizan su relación entre ellos, a pesar de la clara coordinación y la operación bajo los auspicios del IRGC.  Liwa Fatemiyoun también está estrechamente asociada con Hezbolá Afganistán. 
A finales del 2017, se suponía que el grupo contaba entre 10.000 a 20.000 combatientes. Según Zohair Mojahed, funcionario cultural de la Brigada Fatemiyoun, el grupo sufrió 2.000 muertos y 8.000 heridos hasta fines de 2017 mientras lucharon en Siria. Sin embargo otras fuentes señalan que la brigada ha reducido el número de bajas en combate.

## Historia

### Trasfondo
El núcleo de Liwa Fatemiyoun está constituido por los combatientes del grupo de milicias chiitas Ejército de Muhammad (سپاه محمد) que estuvo activo durante la Guerra Soviético-Afgana y luchó contra los talibanes, hasta su colapso después de la Invasión de Afganistán, también por la Brigada Abuzar, un grupo de milicianos chiitas afganos que luchó voluntariamente en la Guerra Irán-Irak. Durante este conflicto, estos combatientes estaban estacionados en las montañosas de Loolan y Navcheh en el noroeste de Irán, teniendo experiencia en el combate de montaña y la guerra irregular durante la guerra contra los soviéticos.
También se sabe que Irán ha establecidos ramas de Hezbolá en Afganistán y Pakistán, con varios grupos pro-iraníes que operan en ambos países durante la guerra afgana-soviética.

### Operaciones de Liwa Fatemiyoun
Los informes de combatientes afganos progubernamentales  en Siria, se remontan a octubre de 2012. Originalmente lucharon en la brigada iraquí Abu Fadl al-Abbas antes de convertirse en una brigada independiente en 2013. Según fuentes de noticias afiliadas al IRGC, el grupo fue fundado el 12 de mayo de 2013. El propósito asignado oficialmente del grupo, según el gobierno iraní y fuentes de noticias afiliadas, es la defensa del santuario de Zaynab bint Ali, la nieta del profeta Mahoma, y luchar contra los "terroristas takfiri" en Siria, que incluiría a los Estado Islámico (ISIS). En algún momento antes de 2014, Liwa Fatemiyoun se "incorporó" a Hezbollah Afganistán, un partido político menor en Afganistán.
El grupo se involucró en múltiples operaciones en toda Siria, incluso en Daraa, Alepo y Palmira. En marzo de 2016, lucharon en la recuperación de Palmira del Estado Islámico. En 2017, la unidad ayudó a contrarrestar una gran ofensiva rebelde en el norte de la gobernación de Hama, y ayudó en una ofensiva progubernamental en el desierto sirio que tenía como objetivo llegar a la frontera iraquí. En el curso de esta última campaña, Mohammad Hosseini (también conocido como "Salman") fue muerto al pisar una mina antipersonal. Hosseini se había desempeñado como jefe de inteligencia de la Brigada Hazrat-e Fatemeh Zahra de Liwa Fatemiyoun. Tras la conclusión de la ofensiva, Liwa Fatemiyoun participó en la campaña para capturar todo el centro de Siria de ISIS. Anwar Yawri, otro comandante de Liwa Fatemiyoun, murió durante estas operaciones.  Posteriormente, la unidad participó en la campaña del este de Siria (septiembre-diciembre de 2017) y ayudó a romper el asedio del Estado Islámico en Deir ez-Zor. 
A lo largo de sus operaciones en Siria, Liwa Fatemiyoun ha sufrido numerosas bajas. En octubre de 2014, tres combatientes fueron capturados por rebeldes del Frente Islámico, siendo desconocido su paradero. El 7 de mayo  de 2015, Irán conmemoró a un grupo de 49 combatientes que fueron asesinados. De acuerdo al Spiegel Online, se cree que cerca de 700 miembros murieron en combate cerca de Daraa y Alepo hasta junio de 2015.
El Washington Institute estimó al menos 255 víctimas entre el 19 de enero de 2012 y el 8 de marzo de 2016. Si bien es difícil determinar las bajas precisas de bajas, se cree que la brigada ha perdido 925 combatientes en Siria hasta mayo de 2020. Es probable que estas cifras aumenten a medida que el gobierno iraní sigue identificando los restos de miembros a veces hasta 5 años después de su muerte, y devuelve sus cuerpos a Irán.

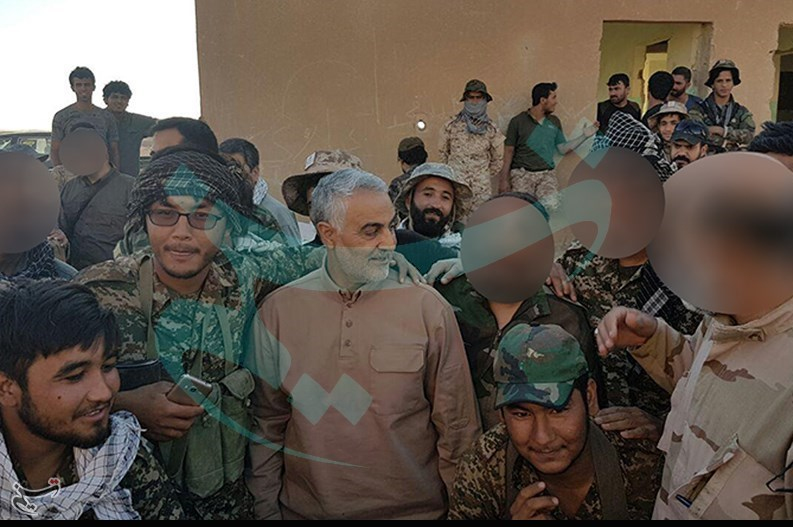
Combatientes de Liwa Fatemiyoun con el comandante de la Fuerza Quds, Qasem Soleimani, durante la campaña del desierto sirio (mayo-julio de 2017).

El 21 de noviembre de 2017, Irán declaró la victoria sobre ISIS y, posteriormente, comenzó a reducir el número de combatientes. Los primeros efectivos en ser desmovilizados fueron los más jóvenes y los más viejos, así como los que se les reportaron indisciplinas. Los desmovilizados fueron enviados de regreso a Irán para que regresaran a la vida civil y con sus familias. 
Durante la pandemia de COVID-19, Liwa Fatemiyoun, se informó que el grupo, comenzó a fabricar mascarillas y en Irán y Siria, con la intención de distribuirlos entre los más pobres. Observadores occidentales sospecharon que se suponía que esto mejoraría la imagen del grupo y lo ayudaría a reclutar nuevos miembros. A fines del 2020, Liwa Fatemiyoun todavía operaba en el este de Siria, aunque contando entre 500 y 1500 combatientes.
Los expertos difieren sobre el papel que desempeñaba Liwa Fatemiyoun a partir de 2020, ya que el país se había vuelto relativamente seguro. El investigador Phillip Smyth argumentó que Liwa Fatemiyoun actuaría como la "fuerza fantasma" de Irán, listos para ser usados en posibles intervenciones futuras. En consecuencia, Smyth y el exgobernador de la provincia de Herat, Abdul Qayoum Rahim, afirmaron en 2020 que Liwa Fatemiyoun empezó a desplegarse en otras localidades de Oriente Medio sin dar pruebas firmes.
Smyth y Rahim afirmaron que la lucha constante había convertido a Liwa Fatemiyoun en una fuerza élite, ya que los militantes menos capaces habían sido asesinados o desmovilizados, dejando a los más experimentados y radicales. Otros analistas argumentaron que no había evidencia de despliegues masivos en el extranjero, y que Liwa Fatemiyoun estaba disminuyendo en número y sufría de baja moral, ya que el gobierno iraní había demostrado ser lento en otorgar beneficios prometidos a sus combatientes.

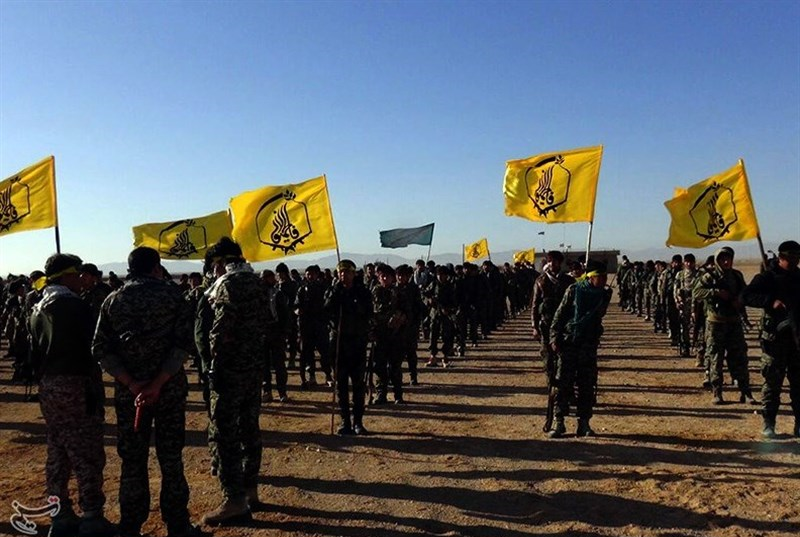
Peleadores de Liwa Fatemiyoun durante la ofensiva de Palmira, ondeando su bandera, en diciembre del 2016

## Organización, suministros y equipos.
Liwa Fatemiyoun es dirigida por comandantes del IRGC y suministrada por el ejército iraní. Sus tropas se reclutan entre los aproximadamente 3 millones de afganos en Irán, así como en los refugiados afganos que residen en Siria. Los reclutas son típicamente hazara, un grupo étnico del centro de Afganistán. Los reclutadores iraníes de Liwa Fatemiyoun suelen haber estado en Basij. En agosto del 2016, el gobierno afgano arrestó al funcionario iraní Qurban Ghalambor por reclutar combatientes para la brigada.

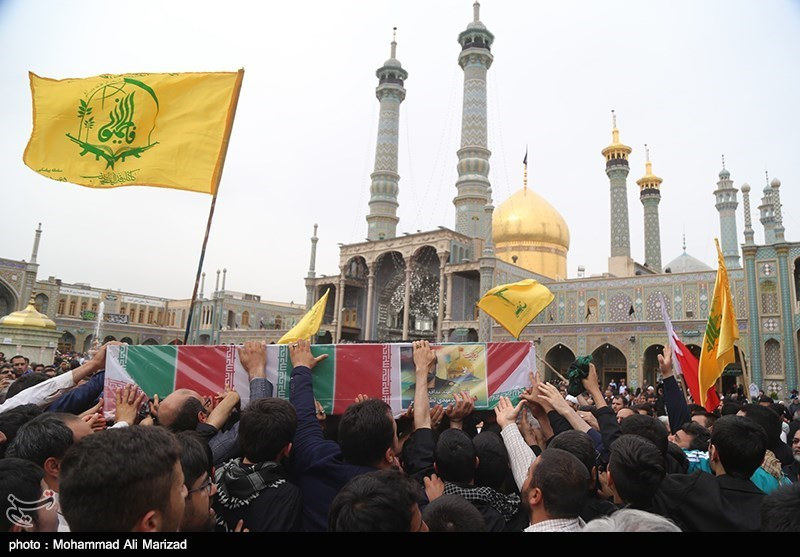
El funeral de los llamados "Defensores del Santuario Sagrado" asesinados en Siria, con dolientes ondeando las banderas de Hezbollah así como de Liwa Fatemiyoun

A los afganos se les promete la ciudadanía iraní y salarios de $500 a $800 dólares por mes a cambio de luchar (generalmente un despliegue de 3 meses en Siria). Varios son refugiados y algunos delincuentes que eligen el reclutamiento en lugar del encarcelamiento o la deportación, aunque el gobierno iraní afirma que son voluntarios motivados por la religión. A las primeras tropas de primeras tropas de Liwa Fatemiyoun enviadas a Siria se les dijo que estaban cumpliendo con su "deber islámico" al defender los santuarios de Damasco.
Después de completar su servicios, varios excombatientes se han sentido frustrados porque el gobierno iraní es lento en cumplir en todas sus demandas. Muchos de los combatientes lucharon para asegurar los beneficios prometidos, como salarios, vivienda y empleos, debido a la difícil situación económica de Irán y los casos de funcionarios iraníes que se estancaron con los pagos. Las familias de los combatientes caídos también han tenido problemas para obtener beneficios y visas.
Aunque subcomandantes afganos de Liwa Fatemiyoun son veteranos guerras como la guerra Irán-Irak y la guerra civil afgana (1996-2001), los nuevos reclutas de la unidad comúnmente carecen de experiencia en combate. Los reclutas reciben un entrenamiento escueto, se arman y trasladan a Siria a través del puente aéreo Irak-Siria-Irán. Estas fuerzas se usan como tropas de choque, encabezando numerosas ofensivas a favor del gobierno sirio, junto a tropas iraníes, iraquíes y de Hezbolá. Usualmente operan como infantería ligera, aunque algunos reciben un entrenamiento más completo y pueden trabajar como tripulantes de tanques.
Partes de Liwa Fatemiyoun han sido entrenadas por las Fuerzas Armadas Rusas. Como la unidad se usa a menudo en aquellas zonas de guerra donde se desarrollaron intensos combates a pesar de su poco entrenamiento, observadores creen que los combatientes de Liwa Fatemiyoun actúan como "carne de cañón". Para 2020, analistas como Philip Smyth mencionaron que las tropas "carne de cañón", de la unidad habían sido eliminadas en su mayoría, dejando solo a un núcleo experimentado de combatientes. 

### Relación con Hezbollah Afganistán
Según el investigador Phillip Smyth, Liwa Fatemiyoun y Hezbollah Afganistán originalmente fueron niveles diferentes, mostrando una superposición tan grande en ideología y membresía en 2014 se habían "incorporado".  Por el contrario, el investigaor Oved Lobel, sigue considerando a Liwa Fatemiyoun y Hezbollah Afganistán como entes separados en 2018, aunque ambas forman parte de la  "red regional" de Irán. Otras fuentes como Jihad Intel y Arab News han tratado a ambos como una misma organización. El investigador Michael Robillard llamó a Liwa Fatemiyoun una "rama de Hezbollah Afganistán".

## Acusaciones de crímenes de guerra
Según Human Rights Watch, Liwa Fatemiyoun ha reclutado a niños soldados, algunos de los cuales apenas tenían apenas 14 años.

## Designación como organización terrorista
En 2019, Estados Unidos y Canadá declararon a Liwa Fatemiyoun como organización terrorista. Según el entonces secretario del Tesoro, Steven Mnuchin, la designación de Fatemiyoun como organización terrorista fue parte de una  "campaña de presión en curso para cerrar las redes ilícitas que el régimen [iraní] usa para exportar terrorismo y disturbios en todo el mundo".